# Міктомагнетизм
Міктомагнетизм — це спінова система, в якій змішано різні обмінні взаємодії. Це спостерігається в кількох видах сплавів, зокрема сплавах Cu-Mn, Fe-Al та Ni-Mn. Охолоджені в нульовому магнітному полі, ці матеріали мають низьку залишкову намагніченість та коерцитивну силу. Охолоджені в магнітному полі, вони мають значно більшу залишкову намагніченість і петля гістерезису зміщується в напрямку, протилежному полю (ефект, подібний до обмінного зміщення).